# 1173
1173 (MCLXXIII) a fost un an al calendarului iulian.

## Evenimente
- 21 februarie: Thomas Becket este înmormântat la Canterbury și canonizat.
- 24 martie: Cneazul Rurik ocupă Kievul, inaugurând o perioadă de numeroase succesiuni la tronul Rusiei kievene.
- 27 mai: Pierre Valdes se convertește la creștinism, își oferă toate averile celor săraci și întemeiază ordinul valdens, propovăduind sărăcia clerului.
- 3 iulie: Nur ad-Din, conducătorul Siriei, aflat în campanie împotriva sultanului selgiucid de Rum Kilidj-Arslan al II-lea, ocupă de la acesta Marash; în continuare, cei doi semnează un tratat de alianță îndreptat împotriva cruciaților, care nu intră în vigoare datorită alianței lui Kilidj Arslan cu Imperiul bizantin.
- 3 august: Henric "cel Tânăr" este înfrânt de către trupele tatălui său, regele Henric al II-lea al Angliei, în dreptul orașului Verneuil.
- 20 august: Papa Alexandru al III-lea canonizează pe Bernard de Clairvaux.
- 20-26 august: Trupele lui Henric al II-lea al Angliei asediază orașul Dol, în Bretagne.
- 8 septembrie: Kievul este ocupat de către Sviatoslav al III-lea, care își dispută domnia cu Iaroslav al II-lea.

### Nedatate
- aprilie: Regele William I al Scoției (Leul) invadează Anglia.
- aprilie: Regina Angliei, Eleanor de Aquitania se revoltă, împreună cu fiii săi (Henric "cel Tânăr", Richard, Geoffrey și Ioan), împotriva regelui Henric al II-lea al Angliei; revolta cuprinde atât baronii din Anglia, cât și din Normandia.
- iunie: Se reia războiul din Normandia dintre regii Henric al II-lea al Angliei și Ludovic al VII-lea al Franței, la sprijinul căruia făcuseră apel fiii celui dintâi.
- iulie: Expediție a sultanului Egiptului, Saladin, la est de râul Iordan; sunt asediate fortărețe cruciate Kerak și Montreal; la rândul său, Nur ad-Din pornește în marș către sud pentru a realiza joncțiunea cu Saladin, însă acesta din urmă, sub pretextul bolii tatălui său Ayyub, se retrage revenind în Egipt.
- septembrie: Pisa, eclipsată temporar ca urmare a instaurării dinastiei ayyubide, își reînnoiește privilegiile comerciale din Egipt și obține noi concesiuni din partea lui Saladin; materialele puse la dispoziție de către negustorii pisani îi permit lui Saladin să reconstruiască o puternică flotă.
- noiembrie: Regina Eleanor de Aquitania este capturată de către soțul său, Henric al II-lea al Angliei, pe când încerca să se refugieze, în travesti, pe lângă primul său soț, regele Ludovic al VII-lea al Franței; Henric o închide în castelul din Chinon.
- Castelul Abergavenny este asediat de către galezi.
- Cavalerii templieri resping solicitarea conducătorului sectei asasinilor, Rachid ad-Din Sinan, de a se converti la creștinism; prinși într-o ambuscadă de către templieri, asasinii sunt masacrați.
- Eforturile califului almohad Abu Yakub Yusuf de a repopula partea occidentală a regiunii Andalusia nu produc rezultatele scontate; începe o decădere demografică în Spania musulmană.
- Ghazni, capitala statului dinastiei ghasnavizilor, este cucerită de către principii din Ghor; ghasnavizii se refugiază în India, unde continuă să fie urmăriți de către gurizi.
- În Castilia sunt imitate monedele de aur musulmane.
- Odată cu moartea lui Karl Sverkersson, regele Knut Eriksson (Knut I al Suediei) își extinde stăpânirea asupra provinciei Ostergotland, devenind unic rege al statului.
- Suedia încheie primele acorduri cu negustorii germani din Marea Baltică.
- Sunt atestate primele comunități ale beghinelor, la Liege.
- Trupe trimise de sultanul Egiptului Saladin, sub conducerea fratelui său Turanșah, asediază orașul arab Aden (astăzi, în Yemen).

## Arte, științe, literatură și filozofie
- 9 august: Începe construirea turnului înclinat din Pisa, de către arhitectul Bonanno.

## Înscăunări
- 5 ianuarie: Mieszko al III-lea "cel Bătrân", duce de Polonia.
- 5 ianuarie: Lech, duce de Mazovia.
- 3 aprilie: Cazimir al II-lea, rege al Poloniei.
- Knut Erikkson, ca rege unic al Suediei (până la 1196).
- Vîra Ballâla, rege al statului indian Hoysala (până la 1220).
- Narapatisithu, rege al statului Pagan din Birmania (până la 1210).

## Nașteri
- 23 decembrie: Ludovic I, duce de Bavaria (d. 1231).
- Conrad al II-lea, duce de Suabia (d. 1196).
- Rostislav al II-lea, cneaz de Kiev (d. 1214).
- Guglielmo al VI-lea, marchiz de Montferrat (d. 1225).
- Shinran, întemeietorul japonez al budismului Jōdo Shinshū (d. 1263).
- Tankei, sculptor japonez (d. 1256).

## Decese
- 5 ianuarie: Boleslaw al IV-lea, rege al Poloniei (n. 1120)
- 23 mai: Eufrosina de Poloțk, protectoare a orașului Poloțk și sfântă a întregii Bielorusii
- 9 august: Najm ad-Din Ayyub, fondatorul dinastiei ayyubizilor din Egipt și tatăl lui Saladin
- 15 octombrie: Petronilla I a Aragonului, regină a Aragonului  (n. 1136)
- Kol Sverkersson, pretendent la tronul Suediei
- Vladimir al II-lea Mstislavici, mare cneaz de Kiev (n. 1132)
- Naratheinkha, rege al statului Pagan, asasinat
- Benoit de Sainte-Maure, trubadur și poet francez (n. 1154)
- Benjamin de Tudela, călător evreu din Spania
- Guifred Estruch, cavaler catalan